# Acharagma roseanum
Acharagma roseanum és un cactus suculent originari d'una petita àrea muntanyenca del sud-est de Coahuila i Nuevo León, Mèxic. Creix en turons rocosos de pedra calcària i matolls xeròfits. El seu nom s'escriu sovint com a "Roseana".

## Descripció
Acharagma roseanum forma cactus individuals, petits i de cos tou que formen grups amb el pas del temps.
Les característiques físiques específiques de la planta són:
La tija fa entre 4 a 6 cm d'alçada, i d'1,5 a 5 cm d'ample amb espines que són de color blanc groguenc a daurat. Les berrugues es troben en files i fan fins a 0,3 cm de llarg. Les 4 a 6 espines centrals grogues són molt semblants a les espines marginals o són lleugerament corbes i fan d'1 a 2 cm de llarg. Les 15 a 30 espines marginals són de color groguenc a marró i de 0,8 a 1,5 cm de llarg.
Les flors són de color rosa a bronze amb una franja central vermellosa fosca o flors crema a la part superior de la tija, d'entre 1,5 a 2 cm de diàmetre.

## Distribució
Acharagma roseanum està molt estès als estats mexicans de Coahuila, Nuevo León i San Luis Potosí.

## Taxonomia
Acharagma roseanum va ser descrita per (Boed.) E.F. Anderson i publicat a Cactus and Succulent Journal 71(6): 323, a l'any 1999.
Etimologia
Acharagma: nom genèric que deriva de les paraules gregues: a = "sense" i charagma "solc", on assenyala la manca de ranura a les berrugues. Aquesta és una característica on difereix del gènere estretament relacionat Escobaria.
roseanum: epítet en honor al botànic estatunidenc Joseph Nelson Rose.
Subespècies
| Imatge | Nom                                                   | Descripció | Distribució        |
| ------ | ----------------------------------------------------- | --- | ------------------ |
|        | Acharagma roseanum subsp. galeanense (Haugg) D.R.Hunt | Es va descriure per primera vegada l'any 1995 com a Escobaria roseana subsp. galeanensis d'Erich Haugg. David Richard Hunt va introduir l'espècie com a subespècie d'Acharagma roseanum el 2002. La subespècie té un cos cilíndric de fins a 6 cm d'alçada, les espines centrals no es distingeixen de les espines marginals, el nombre d'espines és de 30 en total, flors de color crema de fins a 1,5 cm de llarg. | Mèxic (Coahuila)   |
|        | Acharagma roseanum subsp. roseanum                    | La forma nominada té un cos ovoide de fins a 4 cm d'alçada, 4 a 6 espines centrals, unes 15 espines marginals, flors rosades de fins a 2 cm de llarg. | Mèxic (Nuevo León) |

Sinonímia
- Coryphantha roseana (Boed.) Moran in Gentes Herbarum 8: 318 (1953)
- Echinocactus roseanus Boed. in Z. Sukkulentenk. 3: 363 (1928)
- Escobaria roseana (Boed.) Buxb. in Oesterr. Bot. Z. 98: 79 (1951)
- Gymnocactus roseanus (Boed.) Glass & R.A.Foster in Cact. Succ. J. (Los Angeles) 42: 234 (1970)
- Neolloydia roseana (Boed.) F.M.Knuth in C.Backeberg & F.M.Knuth, Kaktus-ABC: 368 (1936)
- Thelocactus roseanus (Boed.) Borg in Cacti (Borg): 282 (1937)
- Acharagma huasteca Elhart in CactusWorld 29: 105 (2011)[7][8]